# Jimmy Wray
James "Jimmy" Wray, född 28 april 1938 i Govan, Glasgow, död 25 maj 2013 i Renfrewshire, var en brittisk (skotsk) Labour-politiker. Han var parlamentsledamot för valkretsen Glasgow Bailieston 1987-2005. Wray tillhörde partiets vänsterflygel, och var motståndare till EU och abort.